# Curcuris
Curcuris (sardisch: Crucùris) ist eine italienische Gemeinde (comune) mit 302 Einwohnern (Stand 31. Dezember 2023) in der Provinz Oristano im Westen Sardiniens. Die Gemeinde liegt etwa 27 Kilometer südöstlich von Oristano am Parco Geominerario Storico ed Ambientale della Sardegna.